# (19911) Rigaux
(19911) Rigaux ist ein Asteroid des Hauptgürtels, der am 26. März 1933 von dem belgischen Astronomen Fernand Rigaux in Ukkel entdeckt wurde.
Er wurde am 25. Dezember 2015 auf Vorschlag des niederländischen Astronomen Willem Fröger nach seinem Entdecker benannt.